# مارلین (پنسیلوانیا)
مارلین (به انگلیسی: Marlin) یک منطقهٔ مسکونی در ایالات متحده آمریکا است که در شهرستان سچویلکیلل، پنسیلوانیا واقع شده‌است. مارلین ۲٫۳ کیلومتر مربع مساحت و ۶۴۰ نفر جمعیت دارد.